# Artelaide di Benevento
Artelaide, o Artellaide (VI secolo – Benevento, 3 marzo 567), fu una cristiana venerata come santa dalla Chiesa cattolica.

## Biografia
Secondo la tradizione era figlia di Lucio, proconsole e di Ancusa, e si consacrò spontaneamente al Signore.
Per evitare l'interessamento dell'imperatore Giustiniano si rifugiò in Italia con vari enuchi suoi servi per trovare scampo a Benevento presso lo zio paterno Narsete, capitano generale delle armi cesaree. Prima di giungere a Benevento, approdò a Siponto dove, Artelaide, avrebbe incontrato un personaggio, di cui, nell'anonima Vita Arthellaidis, è taciuta l'identità, che le avrebbe chiesto del denaro per realizzare alcuni lavori nel Santuario di San Michele Arcangelo sul monte Gargano. La giovane, non solo decise di elargire il denaro, ma volle anche visitare la montagna sacra per pregare l'Arcangelo Michele. 
Durante il viaggio portò con sé effigie della Vergine SS.ma, che l'avrebbe aiutata a superare i numerosi ostacoli incontrati nel cammino; giunse infine a Benevento, incontrata dallo zio a Siponto. Arrivata nella penisola, trovò rifugio nella chiesa di San Luca a Porta Rufina in Benevento, dove visse sino alla sua morte avvenuta il 3 marzo 567.
Nella chiesa di San Luca rimase così alla pubblica venerazione l'effigie portata da sant'Artelaide e chiamata Maria Ss. delle Grazie.

## Culto
Ricordata nel Martirologio Romano: A Benevento, santa Artellaide, vergine.
Di lei scrive probabilmente Mario Diacono in Acta Sanctorum della Biblioteca Capitolare di Benevento, e pubblicata da Stefano Borgia nella sua Storia della pontificia città di Benevento dove racconta dei viaggi sostenuti dalla santa.

## L'effigie di Maria Vergine delle Grazie
Le notizie della Santa si ritrovano anche nel pergamo epistolario della chiesa Metropolitana di Benevento e nella lapide commemorativa del 1338.
Grazie a tali scritti siamo venuti a conoscenza che la donna eresse in San Luca un'edicola alla Vergine delle Grazie. La chiesa di San Luca in seguito venne dedicata alla santa.